# کلینت ایستوود
کلینتون ایستوود جونیور (انگلیسی: Clinton Eastwood Jr.؛ زادهٔ ۳۱ مه ۱۹۳۰) بازیگر، کارگردان فیلم، آهنگساز و تهیه‌کننده آمریکایی است. ایستوود شهرت جهانیش را با بازی در فیلم‌های سه‌گانهٔ دلار، به نام‌های به خاطر یک مشت دلار، به خاطر چند دلار بیشتر و خوب بد زشت کسب کرده‌است. هر سهٔ این فیلم‌ها اثر کارگردان ایتالیایی، سرجو لئونه است.
کلینت ایستوود به‌خاطر دو فیلم نابخشوده و محبوب میلیون دلاری علاوه بر نامزدی‌اش برای دریافت جایزهٔ بهترین بازیگر، توانست جایزه اسکار بهترین کارگردانی و تهیه‌کنندگی بهترین فیلم را برای خود کسب کند. از فیلم‌های مشهور وی می‌توان به این موارد اشاره نمود: محکم دارشان بزن (۱۹۶۸)، قلعهٔ عقاب‌ها (۱۹۶۸)، هری کثیف (۱۹۷۱)، ولگرد دشت‌های مرتفع (۱۹۷۳)، تاندربولت و لایت فوت (۱۹۷۴)، جوزی ولز یاغی (۱۹۷۶)، فرار از آلکاتراز (۱۹۷۹)، سوار رنگ‌پریده (۱۹۸۵)، روی خط آتش (۱۹۹۳)، پل‌های مدیسون کانتی (۱۹۹۵)، پرچم‌های پدران ما (۲۰۰۶)، نامه‌هایی از ایوجیما (۲۰۰۶)، گرن تورینو (۲۰۰۸).
ایستوود علاوه بر کارگردانی، در عمده فیلم‌های خودش به‌عنوان بازیگر نیز ظاهر شده‌است. اما از فیلم‌هایی که وی فقط در نقش کارگردان آن بوده و بازیگری نکرده می‌توان از رودخانه میستیک (۲۰۰۳)، نامه‌هایی از ایووجیما (۲۰۰۶) و تک‌تیرانداز آمریکایی (۲۰۱۴) که به‌خاطرش نامزد دریافت جایزهٔ اسکار شد و بچهٔ جایگزین (۲۰۰۸) یاد کرد. اما نکتهٔ جالب در مورد فیلم‌های وی این است که چند فیلم او که در آمریکا با استقبال خوب منتقدان روبه‌رو نشد، در فرانسه بسیار مورد توجه قرار گرفت، تا جایی که ایستوود درجات افتخاری‌ای در فرانسه مرتبط با این فیلم‌ها دریافت کرده‌است.
از سال ۱۹۶۷ کلینت ایستوود مالک شرکت تهیهٔ فیلم خود به نام مالپاسو پروداکشنز است و تقریباً همهٔ فیلم‌های آمریکایی‌اش به جز چهار عدد، همگی از محصولات این کمپانی هستند. وی همچنین از پنج زن، صاحب هفت فرزند است؛ درحالی‌که رسماً فقط دو بار ازدواج کرده‌است. از سوابق وی در سینما می‌توان به ریاست هیئت داوران جشنواره فیلم کن اشاره کرد.

## کودکی
کلینت ایستوود متولد شهر سان فرانسیسکو در ایالت کالیفرنیا است. مادرش روت (۲۰۰۶–۱۹۰۹) کارگر شرکت آی‌بی‌ام، و پدرش سینیور کلینت ایستوود (۱۹۷۰–۱۹۰۶) کارگر فولاد و کارگر موقت بوده‌است. وی همچنین یک خواهر جوان‌تر (متولد ۱۹۳۴) دارد. خانواده آن‌ها بخاطر شغل پدرش مدام در حال حرکت بین شهرهای مختلف بودند اما در نهایت ساکن پیمونت، کالیفرنیا شدند و کلینت ایستوود در این شهر تحصیلات دبیرستان خود را به پایان رساند. در دوران دبیرستان معلمانش وی را تشویق به حضور در برنامه‌ها و کلاس‌های نمایش می‌کردند اما وی خودش علاقه‌ای به کارهای نمایشی نداشت. در نهایت نیز مشغول به انجام کارهای پاره‌وقت متفاوتی چون غریق‌نجات، فروشنده، آتش‌نشان جنگل و کار در زمین گلف شد.
در سال ۱۹۵۱ وی را برای خدمت در ارتش فراخوان کردند. طبق گفته یکی از هم‌کلاسی‌های ایستوود، او برای جلوگیری از اعزام شدن به جنگ کره، خود را عاشق دختر یکی از فرماندهان پادگانش نشان داد و این فرمانده در مواقع ضروری مراقب ایستوود بود.
یک‌بار که وی در هنگام بازگشت از تعطیلات آخر هفته برای دیدار خانواده‌اش، با یک هواپیمای داگلاس ای-۱ اسکایریدر در حال پرواز بود که در میانه راه هواپیما به علت کمبود سوخت در دریا سقوط می‌کند. وی و خلبان هواپیما برای نجات خودشان ۵ کیلومتر را شنا کردند.

## زندگی حرفه‌ای
او در ابتدا بین سال‌های ۱۹۵۵ تا ۱۹۷۷ تقریباً فقط به عنوان بازیگر در فیلم‌ها ظاهر می‌شد. مهم‌ترین نقش‌های او نقش کابوی بدون نام سه گانهٔ سرجو لئونه (به خصوص مشهورترین آنها: خوب بد زشت) و نقش هری در سری فیلم‌های هری کثیف است.
در سمت کارگردانی فیلم‌های فوق‌العاده‌ای ساخته‌است که هر کدام بیانگر حقایقی تلخ از دنیای بدون نقص اطراف ما می‌باشد.
فیلم نابخشوده (۱۹۹۲) برای او اسکار بهترین فیلم و بهترین کارگردانی را به ارمغان آورد. بعد از نابخشوده چند فیلم جنایی دیگر ساخت که در مقایسه با نابخشوده البته، فیلم‌های ضعیفی بودند. تا اینکه در سال ۲۰۰۳ رودخانه میستیک را می‌سازد که در آن بازیگرانی چون شان پن و تیم رابینز حضور داشتند و جوایزی از جمله اسکار نیز برای این فیلم مهم دریافت کرده‌اند. خود او نیز نامزد بهترین کارگردانی شد.

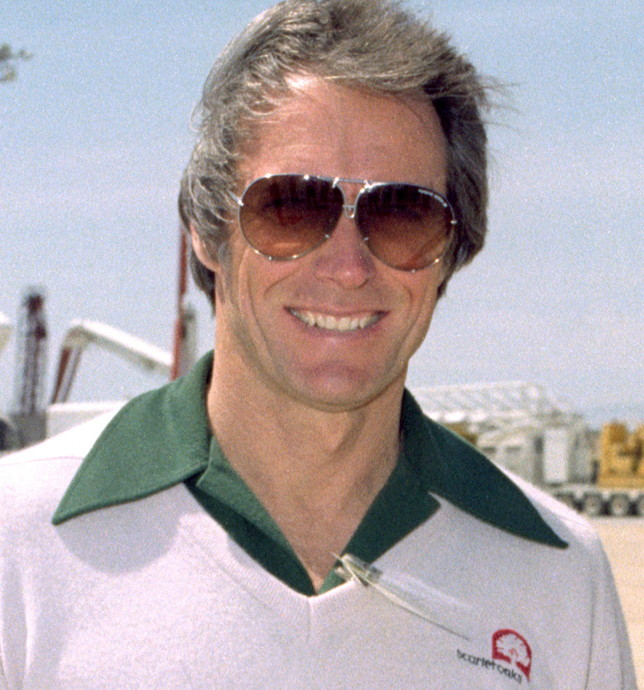
ایستوود در سال ۱۹۸۱

سال بعد از موفقیت رودخانه میستیک، فیلم تأثیرگذار محبوب میلیون دلاری را می‌سازد و برای بار دوم بعد از نابخشوده، اسکار بهترین کارگردانی و فیلم را کسب می‌کند.
در سال ۲۰۰۶ دوگانهٔ جنگی دربارهٔ جنگ جهانی دوم بین آمریکا و ژاپن با نام‌های پرچم‌های پدران ما و نامه‌هایی از ایوجیما را می‌سازد که هردو از سوی بسیاری از منتقدین بهترین فیلم‌های سال معرفی می‌شوند. نامه‌هایی از ایوجیما توانست در جوایز اسکار نامزد ۴ جایزه (از جمله بهترین فیلم و کارگردانی) بشود هر چند که در مقابل فیلم رفتگان از مارتین اسکورسیزی باخت.
در ۲۰۰۸ دو فیلم مهم می‌سازد. یکی بچهٔ جایگزین (با بازی آنجلینا جولی که برای بازی در این فیلم نامزد جایزهٔ اسکار شد) و یکی گرن تورینو، که برای آن جایزهٔ دست‌آورد یک عمر را گرفت.
در ۲۰۰۹ ایستوود برای بار چندم، از مورگان فریمن در فیلم شکست‌ناپذیر استفاده می‌کند که نامزد دو اسکار شد ولی هیچ‌یک را بدست نیاورد.
آنچه همواره در فیلم‌های وی قابل احساس است، تلخی بیش از حد ولی صادق فیلم‌های اوست که به بحران‌های دنیای اطراف ما می‌پردازد. از جمله جنگ و پیامدهای اشتباه آن، تجاوز، معلولیت و تبعیض نژاد…

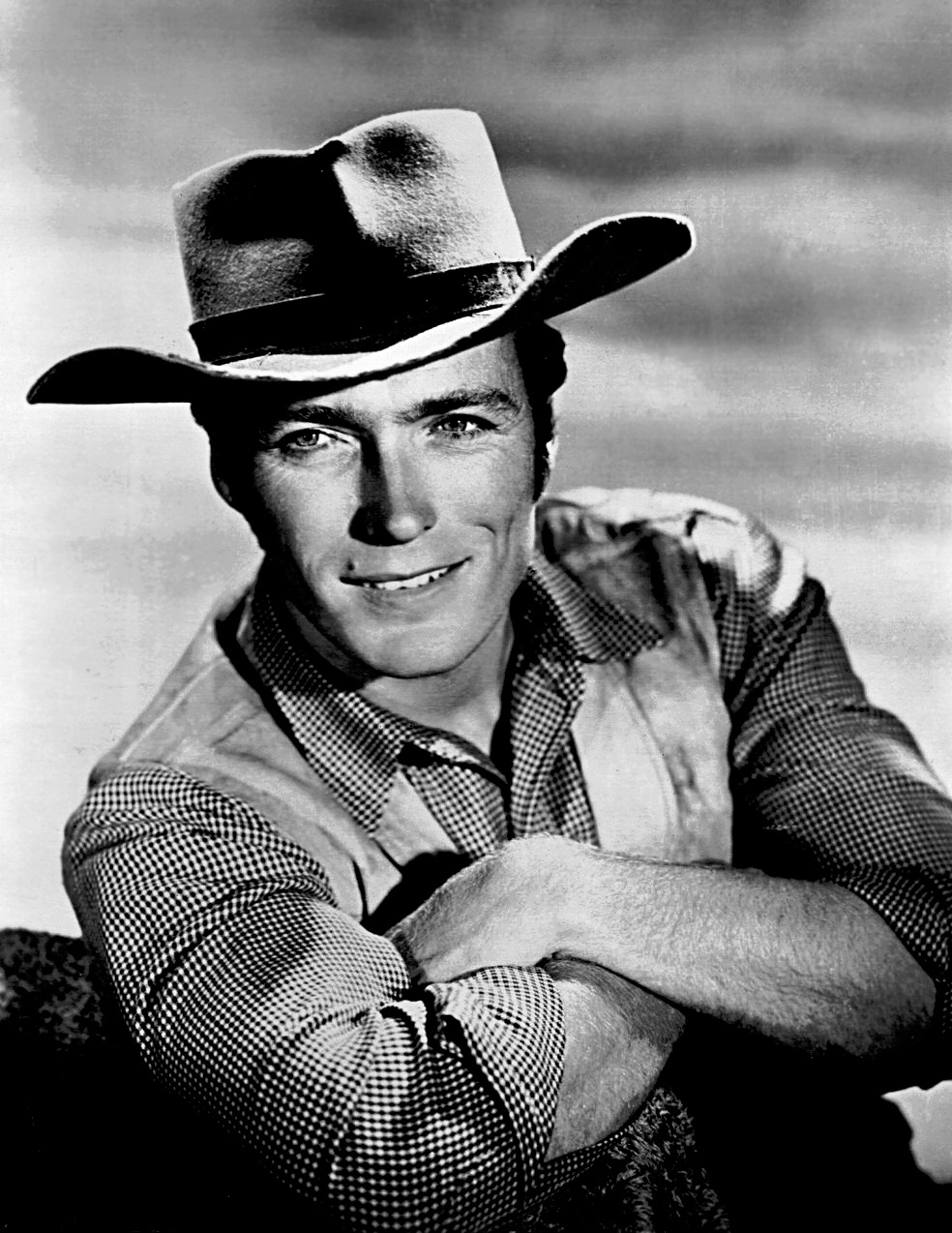
ایستوود در سال ۱۹۶۱

## زندگی شخصی
کلینت ایستوود در طول زندگی‌اش تاکنون در چندین رابطه با افراد مشهور دیگر بوده. افرادی چون کاترین دنو، جیل بنر، ایگر استیونز، جمی رز، شان سبر و ان هریس.
وی در سن ۲۳ سالگی با مگی جانسون ازدواج کرد. البته خود ایستوود در این زمینه می‌گوید که این ازدواج برای او خیلی زود بود. حدوداً ۱۰ سال بعد و زمانی که وی در دادگاه برای طلاق مگی جانسون بود، به علت رابطه‌اش با روکسان تنس، پدر اولین فرزندش به نام کیمبر تنس می‌شود. البته ایستوود تا سال ۱۹۹۶ موضوع ان فرزند خود را تأیید نکرد. کمی بعد که وی مجدداً با مگی جانسون (همسرش) آشتی کرده و وارد رابطه می‌شوند، دو فرزند دیگرش به نام‌های کیل و الیسون متولد می‌شوند. وی در تولد هیچ‌کدام از این دو حضور نداشت. رابطه ایستوود با مگی جانسون خوب نبوده و این رابطه سرد در نهایت در سال ۱۹۸۴ با طلاق به پایان رسید.
وی سپس وارد رابطه‌ای با سوندرا لوک شد. این دو تقریباً به مدت ۱۴ سال با یکدیگر زندگی کردند. در سه سال پایانی این زندگی بود که ایستوود از یک مهماندار هواپیما نیز صاحب دو فرزند به نام‌های اسکات و کاترین شد. ماجرای این فرزندان نیز تا سال ۲۰۰۲ مخفی بود و در نهایت در این سال توسط ایستوود تأیید شد. دخترش کاترین در سال ۲۰۰۴ و در مراسم جایزه گلدن گلوب برای فیلم محبوب میلیون دلاری حضور داشت.
رابطه بعدی وی با فرانسیس فیشر بود. این دو پیشتر در زمان فیلم‌برداری فیلم کادیلاک صورتی با هم آشنا شده بودند و یک دختر به نام فرانچسکا دارند. ایستوود به همراه فیشر در فیلم نابخشوده ظاهر شد. اگرچه رابطهٔ آن‌ها در ۱۹۹۵ به پایان رسید، ولی این دو به شکل دوستانه با هم در ارتباط بودند و در فیلم گناه حقیقی (۱۹۹۹) باز هم در کنار یکدیگر به ایفای نقش پرداختند.

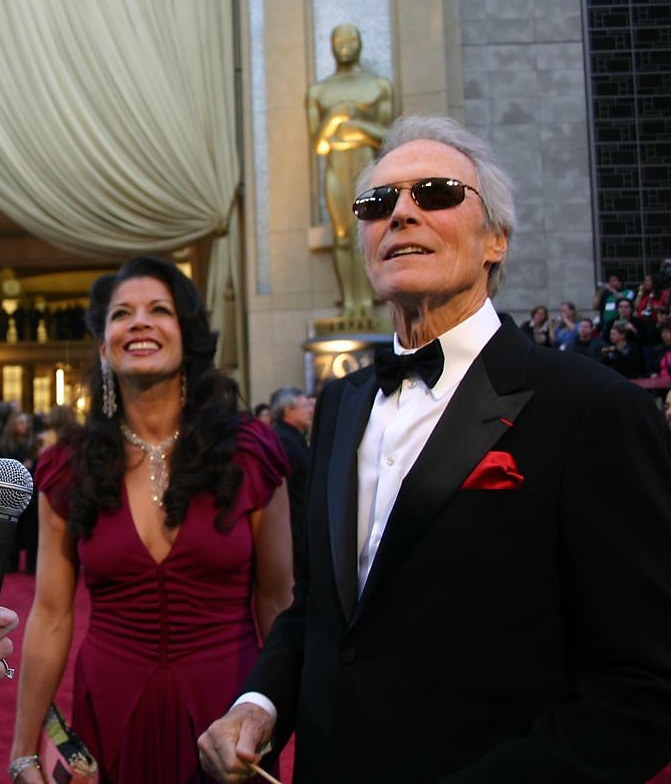
کلینت و دینا ایستوود

در یکی از آخرین رابطه‌های ایستوود، او با دینا رویز، گزارشگر اخبار تلویزیونی ازدواج کرد. این دو در سال ۱۹۹۳ و در یک مصاحبه با هم آشنا شده بودند. این زوج در سال ۱۹۹۶ و زمانی که ایستوود با برگزاری یک مراسم خصوصی در منزلش در لاس‌وگاس وی را شگفت‌زده کرد با هم ازدواج کردند. حاصل این ازدواج یک دختر به نام مگی است.
در اوت ۲۰۱۳ دینا اعلام کرد که وی و همسرش مدتی است جدای از یکدیگر زندگی می‌کنند. در ماه اکتبر همان سال نیز وی درخواست طلاق از ایستوود را کرد. او همچنین درخواست حضانت کامل دخترشان مگی را دارد. در همین حال، گفته می‌شود ایستوود هم‌اکنون وارد رابطه‌ای با یک زن استرالیایی به نام اریکا فیشر شده‌است.

### تفریحات
اگرچه که در بیشتر فیلم‌ها ایستوود در حال سیگار کشیدن است، اما در زندگی واقعی وی هیچوقت سیگار نمی‌کشد و بسیار به تغذیه و سلامت بدنی‌اش اهمیت می‌دهد.
وی مالک یک هتل و رستوران است.
ایستوود از طرفداران ورزش گلف است و بیشتر علاقه به انجام این ورزش دارد. وی هم‌چنین مجوز خلبانی داشته و عمدتاً برای رهایی از ترافیک، با هلیکوپتر خود به استودیوها می‌رود.
در ۵ فوریه ۲۰۱۴ ایستوود موفق به نجات یک فرد از مرگ شد. این مرد در حال خفگی بود که ایستوود توانست جان وی را نجات دهد.

## سیاست

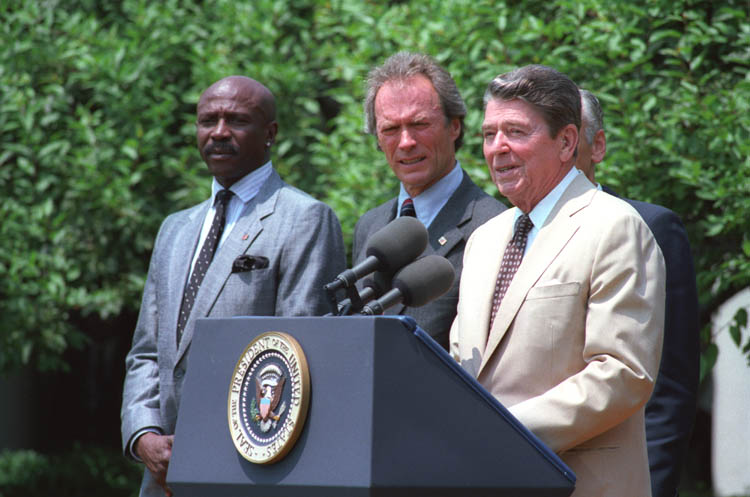
ایستوود به همراه لوئیس گوست، جونیور و رئیس‌جمهور رونالد ریگان در ژوئیه ۱۹۸۷

ایستوود به عنوان یک جمهوری‌خواه نام‌نویسی کرد تا در سال ۱۹۵۲ به دوایت آیزنهاور رأی دهد و از مبارزات انتخاباتی ریچارد نیکسون برای ریاست جمهوری در سال‌های ۱۹۶۸ و ۱۹۷۲ حمایت کرد. به هر روی در جریان رسوایی رسوایی واترگیت ایستوود از اخلاقی بودن اقدامات نیکسون و نحوهٔ مدیریت جنگ ویتنام انتقاد کرد و آن را «غیراخلاقی» دانست.
ایستوود از جنگ‌های آمریکا در کره (۱۹۵۰–۱۹۵۳)، ویتنام (۱۹۶۴–۱۹۷۳)، افغانستان (۲۰۰۱–تاکنون)، و عراق (۲۰۰۳–۲۰۱۱) ناراضی بود و معتقد است آمریکا نباید نقش پلیس جهانی را ایفا کند. او خود را «خیلی فردگراتر از این که بخواهد دست چپی یا دست راستی» باشد، در ۱۹۷۴ خود را غیرسیاسی و میانه‌رو و در ۱۹۹۷ «لیبرترین» خوانده‌است. ایستوود گفته من خود را محافظه کار نمی‌دانم، و در عین حال گفته چپگرای تندرو نیز نیست. او گاه گاهی در کالیفرنیا از دموکراتها مثل داین فاینستاین در ۱۹۹۴، سام فر عضو لیبرال مجلس نمایندگان ایالات متحده آمریکا در 2002, و فرماندار گری دیویس که در ۱۹۹۸ و ۲۰۰۲ به او رأی داد، حمایت کرد.

### سوابق سیاسی
ایستوود در آوریل ۱۹۸۶ به عنوان شهردار شهر کارمل-بای-د-سی، کالیفرنیا انتخاب شد. وی دراین منصب ماهیانه ۲۰۰ دلار حقوق دریافت می‌کرد. همه دریافت‌های خود از شهرداری را به مرکز جوانان کارمل اهدا کرد. درسال ۲۰۰۱، ایستوود توسط فرماندار گری دیویس به عضویت در کمیسیون پارک و تفریح ایالتی کالیفرنیا منصوب شد. در سال ۲۰۰۴ ایستوود دوباره به این سمت منصوب شد.
در آوریل ۲۰۰۴ وی توسط فرماندار کالیفرنیا به عضویت در کمیسیون فیلم این ایالت درآمد.

## جوایز و افتخارات
| سال  | فیلم                    | جوایز اسکار | جوایز اسکار | جوایز بفتا | جوایز بفتا | جوایز گلدن گلوب | جوایز گلدن گلوب |
| سال  | فیلم                    | کاندید      | برنده       | کاندید     | برنده      | کاندید          | برنده           |
| ---- | ----------------------- | ----------- | ----------- | ---------- | ---------- | --------------- | --------------- |
| ۱۹۷۱ | میستی را برایم پخش کن   |             |             |            |            | ۱               |                 |
| ۱۹۷۳ | بریزی                   |             |             |            |            | ۳               |                 |
| ۱۹۷۶ | جوسی ولز یاغی           | ۱           |             |            |            |                 |                 |
| ۱۹۸۶ | مرز دل‌شکستگی            | ۱           |             |            |            |                 |                 |
| ۱۹۸۸ | پرنده                   | ۱           | ۱           | ۲          |            | ۳               | ۱               |
| ۱۹۹۲ | نابحشوده                | ۹           | ۴           | ۶          | ۱          | ۴               | ۲               |
| ۱۹۹۵ | پل‌های مدیسون کانتی      | ۱           |             |            |            | ۲               |                 |
| ۲۰۰۰ | گاوچران‌های فضا          | ۱           |             |            |            |                 |                 |
| ۲۰۰۳ | رودخانه مرموز           | ۶           | ۲           | ۴          |            | ۵               | ۲               |
| ۲۰۰۴ | محبوب میلیون دلاری      | ۷           | ۴           |            |            | ۵               | ۲               |
| ۲۰۰۶ | پرچم‌های پدران ما        | ۲           |             |            |            | ۱               |                 |
| ۲۰۰۶ | نامه‌هایی از ایوو جیما   | ۴           | ۱           |            |            | ۱               | ۱               |
| ۲۰۰۸ | بچه جایگزین             | ۳           |             | ۸          |            | ۲               |                 |
| ۲۰۰۸ | گرن تورینو              |             |             |            |            | ۱               |                 |
| ۲۰۰۹ | شکست‌ناپذیر              | ۲           |             |            |            | ۳               |                 |
| ۲۰۱۰ | آخرت                    | ۱           |             |            |            |                 |                 |
| ۲۰۱۱ | جی. ادگار               |             |             |            |            | ۱               |                 |
| ۲۰۱۴ | تک‌تیرانداز آمریکایی     | ۶           | ۱           | ۲          |            |                 |                 |
| ۲۰۱۶ | سالی                    | ۱           |             |            |            |                 |                 |
| ۲۰۱۹ | ریچارد جول گریه کن ماچو | ۱           |             |            |            | ۱               |                 |
| جمع  | جمع                     | ۴۱          | ۱۳          | ۲۲         | ۱          | ۳۳              | ۸               |

کلینت ایستوود بی شک جزو پرافتخارترین سینماگران عصر می‌باشد. کلینت ایستوود و ساخته‌های او در زمینه‌های مختلف سینما اعم از بازیگری، کارگردانی، فیلمنامه و غیره به دفعات نامزد و برنده جوایز گوناگونی بوده‌است که برخی از آن‌ها عبارتند از:
- ۴ بار برنده جایزه اسکار
- ۴۱ بار نامزد دریافت جایزه اسکار در زمینه‌های مختلف
- ۸ بار برنده جایزه گلدن گلوب
- ۳۳ بار نامزد دریافت جایزه گلدن گلوب
- ۳ بار برنده جایزه جشنواره فیلم کن
- ۵ بار نامزد دریافت جایزه جشنواره فیلم کن
- ۱ بار برنده جایزه بفتا
- ۲۲ بار نامزد دریافت جایزه بفتا
- ۶ بار نامزد دریافت جایزه جشنواره فیلم شیکاگو
- ۱ بار برنده جایزه بهترین کارگردانی جشنواره فیلم شیکاگو
- ۳ بار نامزد دریافت جایزه جشنواره فیلم سزار
- ۴ بار برنده جایزه جشنواره فیلم سزار

در طول تاریخ مراسم آکادمی اسکار تنها دو نفر برای دریافت جایزه اسکار بهترین کارگردانی و جایزه اسکار بهترین بازیگر نقش اول مرد برای یک فیلم نامزد شده‌اند که ایستوود یکی از آن دو نفر است و جالب اینکه این اتفاق برای ایستوود دو بار اتفاق افتاده‌است. بار اول در فیلم نابخشوده و بار دوم در فیلم محبوب میلیون دلاری برای او رخ داد. دومین نفر در تاریخ سینما کوین کاستنر است که برای کارگردانی و بازیگری فیلم رقصنده با گرگها کاندید دریافت هر دو جایزه اسکار بهترین کارگردانی و بهترین بازیگر مرد نقش اول شد.
او در سال ۲۰۰۴ و در سن ۷۴ سالگی برای فیلم محبوب میلیون دلاری موفق به دریافت جایزه اسکار بهترین کارگردانی گردید و تبدیل به مسن‌ترین فیلمسازی در تاریخ شد که جایزه اسکار بهترین کارگردانی را دریافت کرده‌است.
- دستیابی به ۵ عنوان محبوب‌ترین بازیگر در طول تاریخ
- جایگاه دوم در مجله امپایر انگلیس در بین ۱۰۰ ستاره هالیوود
- دریافت مدال افتخار از سوی انجمن جان‌اف کندی در سال ۲۰۰۰